# Trailer Park Boys
Trailer Park Boys is een Canadese mockumentary die zich afspeelt op een woonwagenkamp in het Engelstalige Nova Scotia.

## Geschiedenis
Trailer Park Boys is een serie die begon op een echt woonwagenkamp. Na het succes van de serie, veroorzaakte dit overlast voor de bewoners van het kamp. Daarom werd na een paar seizoenen besloten de serie op te nemen op een nagebouwd kamp. Deze was niet identiek aan de voorafgaande locatie.
In 2008 kwam er in eerste instantie een einde aan de serie. Toch wist de serie in 2014 een doorstart te maken op Netflix. Netflix kocht de rechten en de nieuwe afleveringen die volgden werden een Netflix Original. Hierdoor is Trailer Park Boys een semi-Netflixserie geworden.